# Evangelios sinópticos

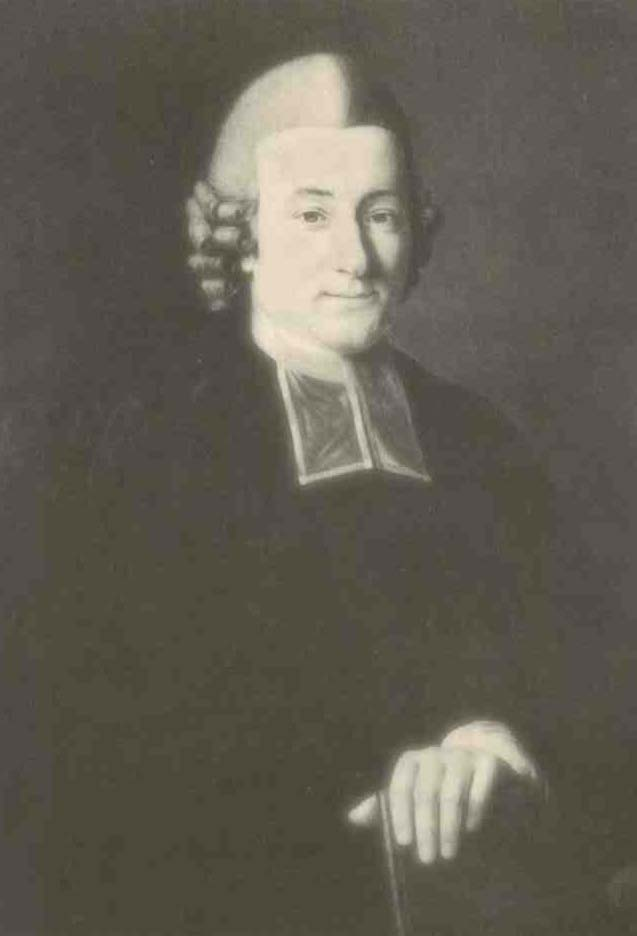
Johann Jakob Griesbach, biblista alemán. El título de su libro Synopsis, edición crítica en la que se presentaban los evangelios de Mateo, Marcos y Lucas en columnas paralelas para su comparación, dio lugar a la denominación «evangelios sinópticos».

La denominación evangelios sinópticos se utiliza para hacer referencia a tres de los cuatro evangelios canónicos, en concreto, los de Mateo, Marcos y Lucas, en razón de su afinidad y de sus semejanzas en cuanto al orden de la narración y al contenido.

## Origen del término «sinóptico»
El término «sinóptico» proviene de las raíces griegas συν (syn, ‘junto’) y οψις (opsis, ‘ver’). La palabra «sinóptico» indica que los contenidos de estos tres evangelios pueden disponerse para ser «vistos juntos», bien en columnas verticales paralelas, bien en sentido horizontal.
En 1776, el biblista alemán Johann Jakob Griesbach (1745-1812) presentó su libro Synopsis sobre los tres evangelios mencionados, en el cual esos evangelios aparecían en un formato impreso de columnas paralelas, lo que facilitaba su mirada de conjunto o simultánea. Así se ponían de manifiesto fácilmente sus semejanzas y sus diferencias. El estudio de Griesbach ganó popularidad en el ambiente académico, lo que llevó a llamar «sinópticos» a los evangelios de Mateo, Marcos y Lucas cuando se los menciona en conjunto.
Por causa de su contenido, el Evangelio de Juan o cuarto evangelio canónico no permite su comparación con los tres primeros salvo en unos pocos pasajes.

## Consecuencias de la «sinopsis»

Esquema que representa la formación de los evangelios sinópticos. Al final del esquema se sintetiza una de las teorías más reconocidas que buscó explicar dicha formación: la teoría de las dos fuentes. La misma supuso que los evangelios sinópticos eran el resultado de dos documentos o fuentes comunes: el Evangelio de Marcos y una colección de dichos y breves discursos de Jesús conocidos como la fuente Q.

La visualización en paralelo de los tres evangelios sinópticos permitió apreciar las grandes coincidencias que existen entre ellos. Hay textos, en ocasiones largos, que están redactados con las mismas palabras y con las palabras en el mismo orden. Pero también se puede encontrar grandes diferencias cuando se examinan en detalle.
Las convergencias entre los tres (o a veces entre dos) evangelios evidenciarían que los autores habrían utilizado una misma fuente, o se habrían copiado entre ellos. Por otra parte, las divergencias indicarían más bien que los evangelios se escribieron con cierto grado de independencia uno del otro.
Las similitudes y divergencias entre los sinópticos suscitaron el llamado problema sinóptico, es decir, la cuestión acerca de qué relación hay entre ellos. Existen varias hipótesis que intentan contestar esta pregunta. Una de ellas, la más aceptada en la actualidad, es la teoría de las dos fuentes, presentada por Christian Hermann Weisse (1801-1866) y elaborada más tarde por P. Wernle (1872-1939). La teoría sostiene que los evangelios de Mateo y de Lucas se basaron en el de Marcos y en otra fuente desconocida que Wernle designó con la letra Q, inicial de la palabra alemana Quelle que signífica «fuente». Esta fuente Q, hasta hoy desconocida, habría consistido sobre todo en una colección de dichos y breves discursos de Jesús.